# شنازند
شنازند، روستایی از توابع بخش کوهین شهرستان قزوین در استان قزوین ایران است. پروش گل محمدی اولین بار در استان قزوین  در روستای شنازند انجام گرفت .باغ های گل سرخ این روستا  در فصل بهار زیبنده طبیعت است رضا علی‌پور ملی پوش صخره‌نوردی ایران متولد این روستا است.

## جمعیت و مردم
این روستا در دهستان ایلات قاقازان شرقی قرار دارد و براساس سرشماری مرکز آمار ایران در سال ۱۳۸۵، جمعیت آن ۵۳۱ نفر (۱۲۲خانوار) بوده‌است. بیشتر مردمانش به زبان ترکی آذربایجانی با لهجه قزوینی سخن می‌گویند و اکثر مردم شیعه مذهب هستند.